# یوجی گوتو
یوجی گوتو (انگلیسی: Yuji Goto؛ زادهٔ ۲۰ اوت ۱۹۸۵) بازیکن فوتبال اهل ژاپن است.
از باشگاه‌هایی که در آن بازی کرده‌است می‌توان به باشگاه فوتبال یوکوهاما مارینوس اشاره کرد.